# Martin Psohlavec
Martin Psohlavec (* 12. Februar 1981) ist ein tschechischer Fußballspieler.

## Karriere
Martin Psohlavec ist ein ehemaliger Profi des tschechischen Erstligisten FC Viktoria Pilsen.
In Deutschland spielte er die Hinrunde der Saison 2008/09 für die SpVgg Weiden in der Bayernliga. Im Winter ging er in seine tschechische Heimat zurück. Seit der Saison 2010/11 spielt er für den 1. FC Bad Kötzting in der Landesliga Bayern Mitte, im Januar 2012 wechselte er zum Oberpfälzer Bezirksligisten SV Schwarzhofen. Im Sommer 2012 kehrte er nach Bad Kötzting zurück.